# Manning Marable

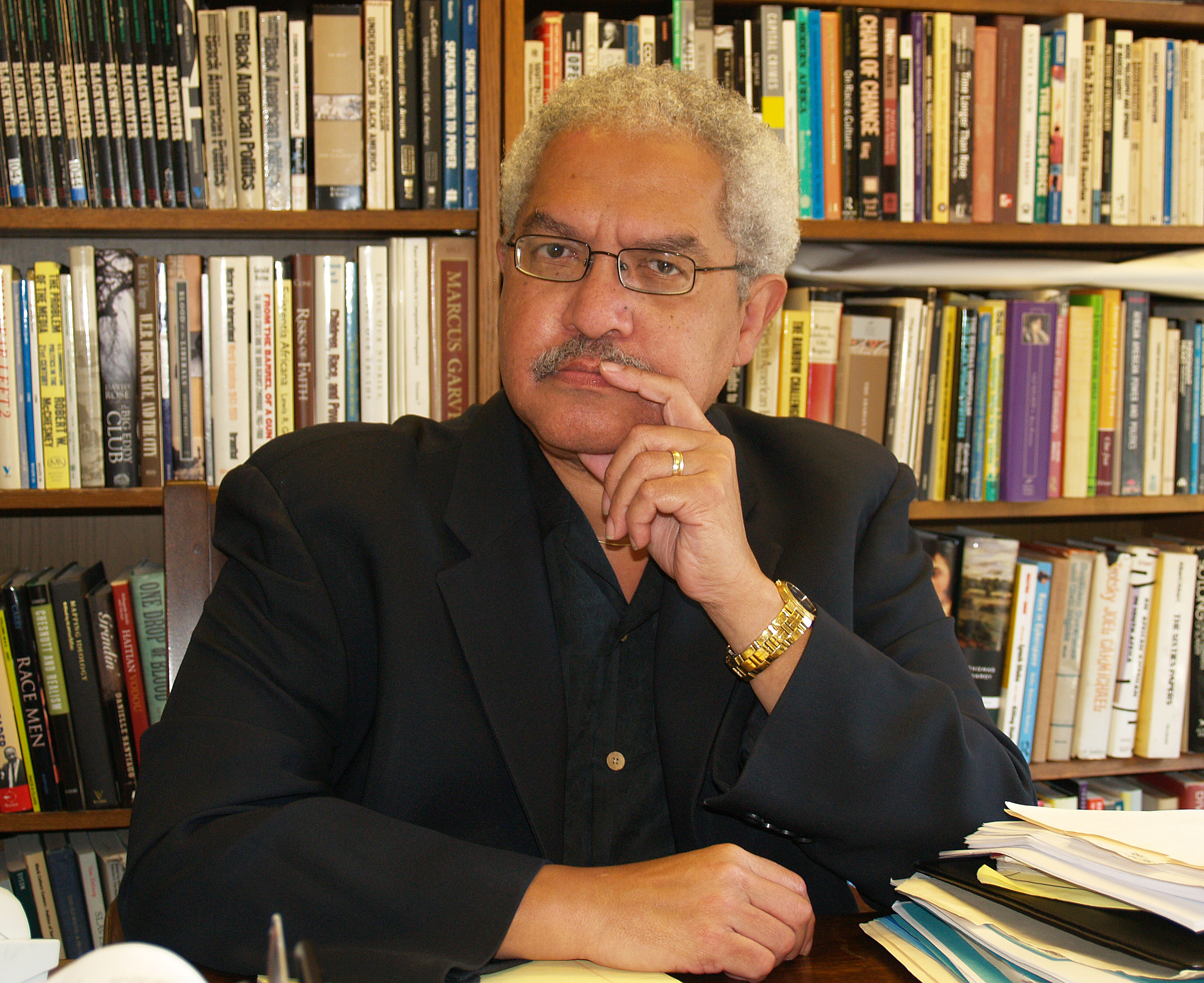
Manning Marable (2007)

William Manning Marable (* 13. Mai 1950 in Dayton, Ohio; † 1. April 2011 in Manhattan, New York City) war ein US-amerikanischer Historiker. Er war Hochschullehrer für Geschichte, Politikwissenschaft und African American Studies. Marable war einer der führenden Vertreter der black history sowie ein linker Kritiker der US-amerikanischen Sozialinstitutionen und der race relations.

## Leben
Marable wuchs in Dayton auf. Sein Vater und seine Mutter hatten beide ein Studium an der Central State University, einer HBCU im nahegelegenen Wilberforce, abgeschlossen. Er besuchte das Earlham College in Richmond und erhielt dort 1971 seinen Bachelor of Arts. Danach setzte er sein Studium an der University of Wisconsin–Madison fort, wo er 1972 seinen Master erhielt. Seinen Ph.D. in Amerikanischer Geschichte bekam er 1976 an der University of Maryland. Von 1980 bis 1982 war er Senior Research Associate of Africana Studies an der Cornell University. 
Marabel rief an verschiedenen Colleges ethnic studies programs ins Leben, unter anderem das Race Relations Institute an der Fisk University, an der er 1982 bis 1983 Professor für Geschichte und Ökonomie war, und das Africana and Hispanic Studies Program an der Colgate University, als dessen erster Direktor er neben seiner Tätigkeit als Professor für Soziologie von 1983 bis 1986 auch fungierte. Marable lehrte nun ethnic studies an der Ohio State University, wo er von 1987 bis 1989 Vorsitzender des Department of Black Studies war, sowie von 1989 bis 1993 an der University of Colorado in Boulder. 
Zuletzt wurde Marable ab 1993 an der Columbia University tätig, wo er als Professor für African-American Studies und für Geschichte unterrichtete. Des Weiteren war er von 1993 bis 2003 Direktor des Institute for Research in African American Studies und gründete das Center for Contemporary Black History.
Neben seiner Lehrtätigkeit machte sich Marable vor allem als Autor einen Namen. Seit der Erlangung seines Doktorgrades verfasste er über 275 Artikel in akademischen Journalen. Sein Buch The Crisis of Color and Democracy erhielt 1996 die Auszeichnung als Book of the Year der Gustavus Myers Center for the Study of Human Rights. Postum erschien wenige Tage nach seinem Tod seine politische Biografie über Malcolm X, Malcolm X: A Life of Reinvention, an der er rund zwei Jahrzehnte gearbeitet hatte und die 2012 mit dem Pulitzer-Preis ausgezeichnet wurde. Daneben schrieb er seit 1976 die politische Kolumne Along the Color Line, die in mehr als 400 Zeitungen und Journalen weltweit veröffentlicht wurde.
Marable war mit Leith Mullings (1945–2020) verheiratet, die Anthropologie am Graduate Center der City University of New York unterrichtete und Koautorin mehrerer seiner Bücher war. Beide hatten drei Kinder und zwei Stiefkinder. Im Juli 2010 musste sich Marable einer doppelten Lungentransplantation unterziehen, die infolge einer langjährigen Sarkoidose-Erkrankung nötig geworden war. Anfang März 2011 wurde er wegen einer Lungenentzündung in ein Krankenhaus eingeliefert. Dort starb er am 1. April 2011.

## Veröffentlichungen (Auswahl)
- How Capitalism Underdeveloped Black America (1983)
- Race, Reform and Rebellion: The Second Reconstruction in Black America, 1945-1982 (1984)
- Black American Politics (1985)
- Race, Reform, and Rebellion: The Second Reconstruction in Black America, 1945-1990 (1991)
- On Malcolm X: His Message and Meaning (1992)
- Beyond Black and White: Race in America's Past, Present and Future (1995)
- The Crisis of Color and Democracy (1995)
- Speaking Truth to Power (1996)
- Black Liberation in Conservative America (1997)
- Black Leadership (1998)
- Let Nobody Turn Us Around (2000) mit Leith Mullings
- Dispatches from the Ebony Tower (2000)
- Freedom: A Photographic History of the African-American Freedom Struggle (2002) zusammen mit Leith Mullings und Sophie Spencer-Wood
- 9/11: Racism in a Time of Terror (2002)
- The Great Wells of Democracy: The Meaning of Race in American Life (2003)
- W. E. B. DuBois: Black Radical Democrat (2005)
- The Autobiography of Medgar Evers (2005) mit Myrlie Evers-Williams
- Living Black History: How Reimagining the African-American Past Can Remake America's Racial Future (2006)
- New social movements in the African diaspora (2009) mit Leith Mullings
- Barack Obama and African American empowerment (2009) mit Kristen Clarke
- Beyond Boundaries: The Manning Marable Reader (2011)
- Malcolm X: A Life of Reinvention, Penguin Press, New York 2011 ISBN 978-0-670022205.

Auswahl
- Herausgegeben von Russell Rickford: The Manning Marable Reader. Paradigm Publishers, Boulder, Colorado, USA 2011, ISBN 978-1-594518614.